# Comité polonais de libération nationale
Pour l’article homonyme, voir Comité de libération.
Le Comité polonais de libération nationale (en polonais : Polski Komitet Wyzwolenia Narodowego, PKWN), parfois nommé comité de Lublin, est un gouvernement pro-communiste installé le 21 juillet 1944 à Lublin par l’Armée rouge, en dépit de l'existence du Gouvernement polonais internationalement reconnu et siégeant à Londres. Largement dominé par les communistes du Parti ouvrier polonais et fort de l’avance des troupes soviétiques, cet organisme se proclame gouvernement légal de la Pologne. Son objectif est l'établissement d'un système communiste en Pologne.

## Contexte historique
Lorsque l’affaire de Katyn éclate — la découverte en avril 1943 de milliers de cadavres d’officiers polonais assassinés par les Soviétiques en 1939-1940 à Katyń — l’Armée rouge vient de remporter une victoire décisive à Stalingrad et les dirigeants soviétiques commencent à penser à l’après-guerre. Pour eux, les motivations qui avaient présidé à la décision d’envahir la Pologne en 1939 sont toujours valables. 
Au début de l’année 1943, Wanda Wasilewska, citoyenne soviétique d’origine polonaise et colonelle dans l’armée soviétique, fonde l’Union des Patriotes polonais, dont l’objectif est de donner un autre gouvernement à la Pologne que celui qui se trouve en exil depuis 1939. L’affaire Katyń va servir de prétexte au gouvernement soviétique afin de rompre ses relations avec le gouvernement du général Sikorski. Le 31 décembre 1943, le Parti ouvrier polonais crée à Varsovie un Conseil national de l'Intérieur (Krajowa Rada Narodowa, ou KRN), destiné par Moscou à se substituer purement et simplement au Conseil d'unité nationale (Rada Jedności Narodowej ou RJN), le parlement démocratique de l'État clandestin en Pologne, représentant légal du Gouvernement en exil à Londres.

## Création du Comité polonais de Libération nationale
Selon l’historiographie officielle, le 22 juillet 1944 la première ville polonaise, Chełm est libérée par la 69e Armée soviétique et le même jour s’installe a Chełm le Comité polonais de Libération nationale (PKWN), fondé la veille, par un décret du Conseil national de l’Intérieur (KRN), agissant comme un parlement provisoire.
En réalité, la création du Comité polonais de Libération nationale est issue de la volonté de Joseph Staline et non pas par un décret du Conseil national de l’Intérieur (KRN), laissé dans l’ignorance de l’événement. Le 22 juillet, les membres du PKWN se trouvent encore à Moscou. Ils n’y seront transférés qu’après qu’un acte formel aura déterminé dans quelle frontière s’exercera l’autorité du PKWN. 
C'est à Molotov, ministre des Affaires étrangères de l’Union soviétique, que Staline confia la négociation de l’accord avec les Polonais. Il présenta son projet de tracé et veilla à ne pas laisser le moindre doute sur le fait que la signature du texte conditionnait celle de l’accord sur les relations entre l’Armée rouge et l’administration provisoire des territoires libérés. Il identifie aussi les futures nouvelles frontières de l’État polonais déjà débattu a la conférence de Téhéran en 1943 entre Roosevelt, Churchill et Staline. L'accord est signé le 26 juillet 1944. Le même jour est également paraphé l’accord qui règle les relations entre l’Armée rouge et la future administration des territoires libérées. Cet accord laisse, pendant la durée des opérations militaires, l’autorité suprême et notamment les questions de sécurité sont dans les mains du commandement soviétique, représenté par un délégué pour les territoires polonais libérés, le général Nikolaï Boulganine, qui exerce une tutelle de fait sur le PKWN. Un officier de l’armée de Berling, le colonel Edward Ochab, est délégué à cette fin auprès des autorités civiles polonaises. 
Le 30 juillet, le PKWN s’établit à Lublin, dont il tirera son appellation ultérieure de « comité de Lublin ». Il y sera rapidement rejoint par les communistes de Varsovie, Bolesław Bierut, Władysław Gomułka et les autres membres du comité central, ainsi que les membres du Conseil national de l’Intérieur (KRN).

## Manifeste du 22 juillet 1944
Dans son manifeste du 22 juillet 1944, proclamé à Chełm, le PKWN proclame le Conseil national de l’Intérieur « source légale unique de pouvoir en Pologne » et «parlement provisoire de la nation polonaise». Le gouvernement de Londres est déclaré « usurpateur et illégal ». 
Le manifeste invite aussi la population à coopérer avec l’Armée rouge libératrice et annonce la création d’une « milice citoyenne » (la Milicja Obywatelska ou MO).
Outre la nationalisation des industries, la gratuité de l’enseignement et un système de sécurité sociale, le manifeste du 22 juillet promet également le « soutien de l’État à l’initiative privée ». Le texte également met en évidence les frontières de la façade occidentale (la frontière Oder-Neisse), néanmoins il reste relativement flou sur les frontières de l’Est : la frontière doit être délimitée « par la voie d’un accord commun avec l’URSS ».

### Reconstitution des organisations juives
Le Manifeste du 22 juillet 1944 déclare l’égalité complète des droits des Juifs en tant que citoyens individuels et en tant que minorité nationale, en faisant explicitement référence à leur sort tragique subi durant la guerre : « Il sera assuré aux Juifs, persécutés de façon bestiale par l’occupant, le droit de reconstruire leurs moyens d’existence, et l’égalité des droits sera reconnue de droit comme de fait . » Les Juifs sont la seule minorité mentionnée dans ce Manifeste. En outre, des postes spéciaux sont créés pour aider la population juive. 
Dès le 8 août 1944, un Comité central des Juifs de Pologne (Centralny Komitet Żydów w Polsce ou CKŻP) est établi auprès du Présidium du PKWN, tandis qu’à la mi-décembre une Commission pour la minorité juive est rattachée au département des Nationalités de la Direction politique du ministère de l’Administration publique. C’est ainsi que le gouvernement favorisa l’établissement au début de l’année 1945 du CKŻP, rassemblement de comités locaux de Juifs créés spontanément dans les zones libérées, visant à fournir de l’aide aux rescapés et à faire renaître une vie juive dans le pays. Il est intéressant de constater que seule la minorité juive bénéficia d’une telle organisation, pourvue d’une large autonomie de gestion et dotée d’un grand pluralisme politique. Pas moins de huit partis politiques juifs y étaient collégialement représentés, même si l’influence des communistes se fit croissante. Le fonctionnement de ce Comité, dont dépendait tout un réseau de clubs culturels, d’écoles, de services sanitaires et sociaux mais aussi de coopératives ouvrières, fut rapidement très largement assuré par le financement d’organisations juives internationales, et en particulier par l'American Jewish Joint Distribution Committee (le Joint).

## Composition du Comité polonais de Libération nationale
Le PKWN présente toutes les apparences du pluralisme, outre son président Edward Osóbka-Morawski, il compte dans ses rangs Jan Stefan Haneman, également un socialiste dissident du Parti socialiste ouvrier polonais. À sa création, le comité de Lublin se compose de :
- 5 membres du PPR (Parti Ouvrier Polonais),
- 3 membres du PPS (Parti Socialiste Polonais),
- 4 membres du SL (Parti Paysan),
- 1 membre du DS (Parti démocrate),
- 2 membres « sans partis ».

En réalité, c’est le Parti ouvrier polonais, communiste, à très faible base populaire mais soutenu par l'Union soviétique, qui contrôle les principaux postes : 
- le ministère de la Sécurité intérieure : Stanisław Radkiewicz ;
- le ministère de la Défense : Michał Rola-Żymierski;
- le ministère de l'Information et de la Propagande : Stefan Jędrychowski (avec Radio Kościuszko et le journal Rzeczpospolita, dirigé par Jerzy Borejsza) ;

Wanda Wasilewska occupe le poste de vice président. 
Les autres membres du PKWN sont, pour la plupart, des sympathisants communistes.

### Insurrection de Varsovie
Le 1er août 1944, l’Armée de l'Intérieur polonaise (AK), qui ne reconnaît que le gouvernement de Londres, déclenche l’insurrection de Varsovie. Staline, dont les troupes sont à 20 kilomètres de la capitale polonaise, laisse la Wehrmacht écraser ces patriotes anticommunistes, qui doivent se rendre après deux mois de combats héroïques. Transféré dans les ruines de Varsovie le 17 janvier 1945, le comité de Lublin, appuyé par les troupes soviétiques, impose son pouvoir à tout le territoire polonais.

### Reconnaissance internationale
Le 31 décembre 1944, le PKWN est dissous et remplacé par le Gouvernement provisoire de la république de Pologne (en), dont le premier ministre est Edward Osóbka-Morawski. Le 21 avril 1945, il signe un traité d’amitié, d’assistance et de coopération économique avec l’URSS. 
Les Américains et les Britanniques, de peur de rompre la grande Alliance qui les unissait aux Soviétiques, reconnurent à la conférence de Yalta en février 1945 ce gouvernement aux dépens de celui réfugié à Londres, à condition que certains de ses membres rejoignirent le comité de Lublin et que des élections libres aient lieu. Ainsi, du 31 décembre 1944 au 1er janvier 1945, l'ancien chef du gouvernement de Londres, Stanisław Mikołajczyk, rejoignit le comité de Lublin qui devint le gouvernement provisoire de la République polonaise.